# آرامگاه ضرغام‌السطنه
مقبره ضرغام السطنه بختیاری مربوط به دوره قاجار است و در شهرستان بروجن، بخش مرکزی، شمال غرب شهر فرادنبه واقع شده و این اثر در تاریخ ۲۵ آبان ۱۳۸۷ با شمارهٔ ثبت ۲۳۸۲۱ به‌عنوان یکی از آثار ملی ایران به ثبت رسیده است.